# 히야마 사야
히야마 사야(일본어: 檜山 沙耶, 1993년 10월 27일 ~ )는 일본의 전 기상 캐스터이다.

## 이력
- 릿쿄 대학 경제학부 졸업 후 회계사무소에 근무하였다.
- 오래전부터 성우를 지망하기도 하여, 성우지망생으로 활동하며 보이스 트레이닝을 받았다.
- 2018년 7월 웨더뉴스(ウェザーニュース) 기상 캐스터 오디션에 합격
- 2018년 10월 17일 웨더뉴스LiVE 첫 진행
- 2018년 11월 8일 웨더뉴스LiVE 커피타임에서 정식 데뷔
- 카페 르누아르(ルノアール) 아르바이트 경력이 있다.

## 인물
- 시력이 매우 나빠서 방송 출연시 항상 콘택트 렌즈를 착용하고 있다. 결막염 치료를 받을 당시 안경을 착용하고 방송을 진행하기도 하였다.
- 일상부기검정(日商簿記検定) 2급 자격증 취득

## 출연 프로그램
- 웨더뉴스LiVE (2018년 10월 17일 ~ 정식 데뷔 이전까지 주로 1시간 견습으로 진행)
- 웨더뉴스LiVE 모닝 (2019년 5월 17일~ 현재)
- 웨더뉴스LiVE 선샤인 (2018년 12월 8일 ~ 현재)
- 웨더뉴스LiVE 커피타임 (2018년 11월 8일 ~ 현재)
- 웨더뉴스LiVE 애프터눈 (2018년 11월 18일 ~ 현재)
- 웨더뉴스LiVE 이브닝 (2018년 12월 11일 ~ 현재)
- 웨더뉴스LiVE 미드나잇 (2020년 7월 8일 / 7월 폭우에 따른 01:00 ~ 04:00 담당)
- TV도쿄 항간의 이야기 (2020년 11월 25일)